# 徐俌

嵌红蓝宝石金耳坠。南京板仓徐俌夫人朱氏墓出土。

徐俌（1450年—1517年），字公輔，濠州鍾離永豐鄉（今安徽鳳陽東北）人，明朝軍事將領、魏國公。
徐俌為明初開國功臣徐達的五世孫，父徐承宗去世后，成化元年（1465年），徐俌繼承魏國公，掌南京左軍都督府事，弘治九年（1496年）擔任南京守備，仍掌南京中軍都督府事，因懷柔伯施鑑以協同守備為上位，徐俌感到不平，於是上奏，詔書令以爵為序，遂成法律。弘治十二年（1499年），給事中胡易、御史胡獻因上奏而下詔獄，徐俌上章論救。十四年（1501年）以星變去職，仍命掌左軍都督府事。正德七年（1512年），復任南京守備，上書反對明武宗郊遊。徐俌曾經與無錫百姓爭田，賄劉瑾，為時論所譏嘲。正德十二年七月十二日卒，年六十八。徐俌死後贈太傅，諡莊靖。
元配朱氏，贈太師成國庄簡公朱儀之女；継王氏，並封魏國夫人。子男三，長徐璧奎，先一年卒；次徐應宿，錦衣勲衛；次徐天賜，錦衣指揮。女六，適襄城伯李輔、鎮遠侯顧溥、南京刑科給事中史後、南京錦衣衛指揮王漢、南京濟川衛指揮楊武、雲南鎮守金齒都督沐崧。孫男四：徐鵬舉、徐承重、徐鳳翔、徐鳳岐。孫女四，皆幼。